# The Fairy Feller's Master-Stroke
 (juin 2017).
Si vous disposez d'ouvrages ou d'articles de référence ou si vous connaissez des sites web de qualité traitant du thème abordé ici, merci de compléter l'article en donnant les références utiles à sa vérifiabilité et en les liant à la section « Notes et références ».
The Fairy Fellers' Master-Stroke (en français, Le coup de maître du vendeur de fée) est une peinture féerique de Richard Dadd réalisée entre 1855 et 1864, alors qu'il était enfermé au Bethlem Royal Hospital, un hôpital psychiatrique londonien. Riche en détails, c'est probablement sa meilleure peinture et est considérée comme son chef-d'œuvre.

## Histoire
Ce tableau a été commandé par George Henry Hayden, directeur du Bethlem Royal Hospital à l'époque, car il admirait les travaux artistiques de Dadd et souhaitait détenir une peinture féerique. Dadd a travaillé sur cette toile pendant neuf ans, portant une attention pointue à tous les détails, tout en appliquant plusieurs couches successives de peinture, ce qui crée un effet visuel de profondeur proche du 3D. Malgré tous ses efforts, Dadd considérait cette peinture comme inachevée (l'arrière-plan du coin gauche est esquissé). Pour cette raison, il a ajouté le mot « Quasi » au titre.
Pour situer son œuvre, Dadd a rédigé un curieux poème du nom de Elimination of a Picture & its subject--called The Fellers' Master Stroke, dans lequel chacun des personnages de la toile reçoit un nom et un but. Le poème contient une multitude de renvois à l'ancien folklore anglais et aux œuvres de Shakespeare, probablement dans le but de montrer que la toile n'est pas un amalgame désordonné de personnages.
La peinture appartient à la collection Tate Britain. Elle a été remise à la Tate Gallery par le poète de guerre Siegfried Sassoon en mémoire de son ami et officier Julian Dadd, le petit-neveu de l'artiste.

## Dans les arts
- Freddie Mercury, du groupe de rock britannique Queen, a écrit une chanson inspirée de cette œuvre, nommée « The Fairy Feller's Master-Stroke », sur l'album Queen II (1974) : il y décrit en détail la scène représentée par le tableau.
- En note de fin du roman Les Ch'tits Hommes libres (The Wee Free Men, 2003), l'auteur Terry Pratchett dit s'être inspiré de cette œuvre pour une peinture de son livre.